# Rodryg Aguilar Alemán
Rodryg (Roderyk) Aguilar Alemán, (hiszp.) Rodrigo Aguilar Alemán (ur. 13 marca 1875 w Sayula, zm. 28 października 1927 Ejutla) – święty Kościoła katolickiego, działający na terenie diecezji guadalajarskiej prezbiter, poeta, ofiara prześladowań antykatolickich zapoczątkowanych w okresie rewolucji meksykańskiej, męczennik.

## Życiorys
Pochodził z wielodzietnej rodziny Buenaventury Aguilar i Petry Alemán i był najstarszym z dwanaściorga rodzeństwa. Ochrzczony został w dwa dni po urodzeniu. Do seminarium duchownego wstąpił w 1888 r. W czasie studiów wykazywał zdolności literackie zarówno poetyckie jak i prozaickie. Tematem publikowanych utworów autorstwa Rodryga Aguilar Alemána były: kult Najświętszego Sakramentu, Najświętszej Maryi, kultura chrześcijańska, kapłaństwo i wydarzenia parafialne. Po przyjęciu 4 stycznia 1905 z rąk arcybiskupa Guadalajary José de Jesús Ortíz y Rodrígueza święceń kapłańskich pracował w wielu parafiach rodzimej diecezji. Od 20 marca  1925 r. administrował parafią w Unión de Tula. O swoim powołaniu powiedział:

Wszystko zawdzięczam Najświętszej Dziewicy z Guadelupe i miałem to wielkie szczęście powierzyć Jej pewnego dnia moje kapłaństwo. W blasku Jej spojrzenia odbyłem studia, okres klerycki, prymicje i oddałem Jej swe serce w Tepeyac.

Po opublikowaniu w 1926 r. dekretu rządu E. Callesa nakazującego księżom opuszczenie parafii i przeniesienie do miast został zmuszony do opuszczenia swojej parafii. Pełniąc swój apostolat nie angażował się politycznie i nie popierał zbrojnego powstania christeros. 12 stycznia 1927 wydany został nakaz aresztowania Rodryga Aguilar Alemana za to iż mimo dekretu zawieszającego publiczne pełnienie kultu dalej realizował posługę kapłańską. W październiku następnego roku znalazł się w tajnym seminarium w Ejutla i tam 27 tegoż miesiąca aresztowany został przez oddział wojska wysłany w tym celu. Poddany został torturom. Następnego dnia przed żołnierzami uczestniczącymi w egzekucji wzniósł okrzyk:

Niech żyje Chrystus Król i Najświętsza Dziewica z Guadelupe.

Powieszony został 28 października 1927 na centralnym placu Ejutla po tym jak wybaczył swoim prześladowcom i udzielił im błogosławieństwa.
Atrybutem świętego męczennika jest palma.
Po translacji dokonanej w 1932 r. relikwie spoczęły w kościele parafialnym w Unión de Tula, mieście które jest szczególnym miejscem kultu świętego.
Śmierć Rodryga Aguilar Alemána była wynikiem nienawiści do wiary (łac.) odium fidei. Po zakończeniu procesu informacyjnego na etapie lokalnej diecezji, który toczył się w latach 1933–1988 w odniesieniu do męczenników okresu prześladowań Kościoła katolickiego w Meksyku, został beatyfikowany 22 listopada 1992 roku w watykańskiej bazylice św. Piotra, a jego kanonizacja na placu Świętego Piotra, w grupie Krzysztofa Magallanesa Jary i 24 towarzyszy, odbyła się 21 maja 2000 roku. Wyniesienia na ołtarze Kościoła katolickiego dokonał papież Jan Paweł II.
Wspomnienie liturgiczne obchodzone jest w dies natalis (28 października).